# Roy Engel
Pour les articles homonymes, voir Engel.
Roy Engel est un acteur américain né le 13 septembre 1913 à Saint-Louis dans le Missouri (États-Unis), mort le 29 décembre 1980 à Burbank (Californie).

## Filmographie
- 1943 : The Heat's On
- 1949 : L'Ange endiablé (Red, Hot and Blue) : Extra at Perrin's
- 1950 : The Flying Saucer : Dr Carl Lawton
- 1950 : Mort à l'arrivée (D.O.A.) : Police captain
- 1950 : Reportage fatal (Shakedown) : Captain of Waiters
- 1950 : Outrage : Sheriff Charlie Hanlon
- 1950 : Dangereuse Mission (Wyoming Mail) de Reginald Le Borg : Ticket Seller
- 1950 : The Killer That Stalked New York d'Earl McEvoy : Colonel
- 1951 : Rogue River : Ed Colby
- 1951 : Missing Women (en) de Philip Ford : Police Officer Baumhaus
- 1951 : The Man from Planet X : Tommy the Constable
- 1951 : I Was a Communist for the FBI : Jackie's Father
- 1951 : M : Police Chief Regan
- 1951 : L'Inconnu du Nord-Express (Strangers on a Train) d'Alfred Hitchcock : Policeman
- 1951 : The Prince Who Was a Thief
- 1951 : Never Trust a Gambler : Under Sheriff
- 1951 : You Never Can Tell : Police Turnkey
- 1951 : Le Puits (The Well) : Gleason
- 1951 : The Sea Hornet
- 1952 : Chicago Calling : Pete
- 1952 : Without Warning! : Police Captain
- 1952 : Paula : Weagent
- 1952 : The Sellout : Sam F. Slaper
- 1952 : Confidence Girl : Store Detective Walsh
- 1952 : Zombies of the Stratosphere (en) : Boat Charter Operator [Ch. 3]
- 1952 : Breakdown (en) d'Edmond Angelo (en) : Al Bell
- 1952 : Strange Fascination : Mr. Frim
- 1952 : Ça pousse sur les arbres (It Grows on Trees) : Motorcycle Cop
- 1952 : The Black Castle
- 1953 : Jungle Drums of Africa (en) : First Constable [Chs.7,12]
- 1953 : The Mississippi Gambler : Captain of the Sultana
- 1953 : Le Monstre magnétique (en) (The Magnetic Monster) de Curt Siodmak : Gen. Behan
- 1953 : Cupidon photographe (I Love Melvin)
- 1953 : La Dernière Minute (Count the Hours) de Don Siegel : Député
- 1953 : One Girl's Confession : Tavern Owner
- 1953 : Code Two (en) : Police Sergeant Instructor at Academy
- 1953 : The Glass Wall : Police Broadcaster
- 1953 : Le Monstre des temps perdus (The Beast from 20,000 Fathoms) : Maj. Evans
- 1953 : Tous en scène! (The Band Wagon) : Reporter
- 1953 : J'aurai ta peau (I, the Jury) : Medical Examiner
- 1953 : (Le crime était signé) Vicki d'Harry Horner : First Detective
- 1953 : Thy Neighbor's Wife
- 1953 : Trois Marins et une fille (Three Sailors and a Girl) de Roy Del Ruth : Walter Kerr, 'Herald-Tribune' Critic
- 1953 : Double Filature (Forbidden)
- 1954 : Killers from Space : First police dispatcher.
- 1954 : Dragon's Gold (en) : Police Sergeant
- 1954 : Mission périlleuse (Dangerous Mission) de Louis King : Fisherman finding Adams' car
- 1954 : L'Attaque de la rivière rouge (The Siege at Red River), de Rudolph Maté : Union Col. Stag
- 1954 : La Tour des ambitieux (Executive Suite) : Jimmy Farrell
- 1954 : Le tueur porte un masque (The Mad Magician) de John Brahm : Detective
- 1954 : Je dois tuer (Suddenly) : Motorist Seeking Directions, opening shot
- 1955 : A Bullet for Joey : Truck driver
- 1955 : Les Pièges de la passion (Love Me or Leave Me) : Reporter, propman
- 1955 : Le Monstre vient de la mer (It Came from Beneath the Sea) : Officer in control room giving orders to drop nets
- 1955 : Le Bandit (The Naked Dawn) : Guntz (fence)
- 1956 : The Houston Story (en) de William Castle : Inspector Gregg
- 1956 : Le Prix de la peur (The Price of Fear) d'Abner Biberman
- 1956 : Indestructible Man : Desk sergeant
- 1956 : La Loi de la prairie (Tribute to a Bad Man) : Second buyer
- 1956 : Frontier Gambler : Tom McBride
- 1957 : Terre sans pardon (Three Violent People) : Carpetbagger
- 1957 : Le Vampire de New York (Not of This Earth) : Police Sgt. George Walton
- 1957 : The Storm Rider d'Edward Bernds : Major Bonnard
- 1957 : Death in Small Doses (en) : Wally Morse
- 1957 : Escape from San Quentin : Hap Graham
- 1957 : All Mine to Give
- 1957 : Date with the Angels (série TV) : George Clemson (1957-1958)
- 1958 : Destination Nightmare (TV) : Wally
- 1958 : Le Colosse de New York (The Colossus of New York) : Police inspector
- 1958 : Joy Ride : Barrett
- 1958 : Comme un torrent (Some Came Running) : Sheriff
- 1959 : A Dog's Best Friend : Sheriff Dan Murdock
- 1960 : L'Île des Sans-soucis (Wake Me When It's Over)
- 1960 : Spartacus
- 1961 : The Flight That Disappeared : Floyd Jamison, passenger
- 1961 : The Sergeant Was a Lady : Sgt. Bricker
- 1961 : L'Américaine et l'amour (Bachelor in Paradise) : McCracken
- 1962 : Les Trois Stooges sur orbite (The Three Stooges in Orbit) : Welby
- 1962 : La Plus Belle Fille du monde ou Jumbo, la sensation du cirque (Billy Rose's Jumbo) : Reporter
- 1963 : Wall of Noise
- 1963 : Un monde fou, fou, fou, fou (It's a Mad Mad Mad Mad World) de Stanley Kramer : Patrolman / Police radio voice unit F-14
- 1964 : L'Amour en quatrième vitesse (Viva Las Vegas) : Mr Baker
- 1964 : Your Cheatin' Heart de Gene Nelson : Joe Rauch
- 1965 à 1968 : Les Mystères de l'Ouest (The Wild Wild West), de Michael Garrison (série TV)
  - La Nuit des Automates (The Night of the Steel Assassin), Saison 1 épisode 16, de Lee H. Katzin (1965) : President Ulysses S. Grant
  - La Nuit du Fantôme du Colonel (The Night of the Colonel's Ghost), Saison 2 épisode 24, de Charles Rondeau (1967) : President Ulysses S. Grant
  - La Nuit de la Flèche (The Night of the Arrow), Saison 3 épisode 16, de Alex Nicol (1967) : President Ulysses S. Grant
  - La Nuit de la Conjuration (The Night of the Death Maker), Saison 3 épisode 24, de Irving J. Moore (1968) : President Ulysses S. Grant
  - La Nuit du Kinétoscope (The Night of the Big Blackmail), Saison 4 épisode 1, de Irving J. Moore (1968) : President Ulysses S. Grant
  - La Nuit de la Terreur ailée - 1e partie (The Night of the Winged Terror - Part 1), Saison 4 épisode 15, de Marvin J. Chomsky (1968) : President Ulysses S. Grant
  - La Nuit de la Terreur ailée - 2e partie (The Night of the Winged Terror - Part 2), Saison 4 épisode 16, de Marvin J. Chomsky (1968) : President Ulysses S. Grant
- 1967 : El Magnifico extranjero : Bartender
- 1969 : Prends l'oseille et tire-toi (Take the Money and Run) : Prison guard captain
- 1970 : Le Virginien (TV) saison 9 épisode 07 (Crooked corner) : Doctor Hurley
- 1971 : L'Homme de la loi (Lawman) de Michael Winner : Bartender
- 1971 : Blood Legacy
- 1971 : The Last Movie : Harry Anderson
- 1971 : 1994: Un enfant, un seul (The Last Child) (TV) : Conductor
- 1972 : Silent Running : Anderson (voix)
- 1972 : Alerte à la bombe (Skyjacked) : Pilot
- 1972 : When the Legends Die : Sam Turner
- 1973 : Charley and the Angel : Driver
- 1975 : Switchblade Sisters : Jobo
- 1977 : The Amazing Howard Hughes (TV) : Production Manager
- 1977 : L'Horrible Invasion (Kingdom of the Spiders) : Mayor Connors